# 구강서원 (경북)
구강서원(龜崗書院)은 대한민국 경상북도 경주시에 위치한 조선 시대의 서원이다. 1692년 창건되었으며, 이제현(李齊賢)을 제향하고 있다.